# Liste des conseillers généraux de la Somme de 1970 à 1973
 (août 2023).
Si vous disposez d'ouvrages ou d'articles de référence ou si vous connaissez des sites web de qualité traitant du thème abordé ici, merci de compléter l'article en donnant les références utiles à sa vérifiabilité et en les liant à la section « Notes et références ».
Cet article dresse la liste des 44 membres du Conseil général de la Somme élus lors de l'élection cantonale de 1970, ainsi que les changements intervenus en cours de mandature.

## Composition du conseil général de laSomme(44 sièges)

### Assemblée départementale en début mandature
| Parti                                     | Sigle | Sigle | Élus | Groupe                         |
| ----------------------------------------- | ----- | ----- | ---- | ------------------------------ |
| Centre-gauche (21 sièges)                 |       |       |      |                                |
| Parti socialiste                          |       | PS    | 12   | Gauche démocrate et socialiste |
| Parti radical-socialiste                  |       | Rad.  | 8    | Gauche démocrate et socialiste |
| Convention des institutions républicaines |       | CIR   | 1    | Gauche démocrate et socialiste |
| Centre-droit (10 sièges)                  |       |       |      |                                |
| Centre démocrate                          |       | CD    | 7    | Centre démocratique            |
| Modérés                                   |       | Mod.  | 3    | Centre démocratique            |
| Gauche (8 sièges)                         |       |       |      |                                |
| Parti communiste français                 |       | PCF   | 8    | Communiste                     |
| Droite (3 sièges)                         |       |       |      |                                |
| Union des démocrates pour la République   |       | UDR   | 3    | UDR                            |
| Président du Conseil Général              |       |       |      |                                |
| Max Lejeune (PS)                          |       |       |      |                                |

### Assemblée départementale en fin mandature
| Parti                                      | Sigle | Sigle | Élus | Groupe                  |
| ------------------------------------------ | ----- | ----- | ---- | ----------------------- |
| Centre (25 sièges)                         |       |       |      |                         |
| Mouvement démocrate-socialiste de la Somme |       | MDS   | 8    | Majorité départementale |
| Parti radical                              |       | Rad.  | 8    | Majorité départementale |
| Centre démocrate                           |       | CD    | 7    | Majorité départementale |
| Modérés                                    |       | Mod.  | 2    | Majorité départementale |
| Gauche (14 sièges)                         |       |       |      |                         |
| Parti communiste français                  |       | PCF   | 9    | Communiste              |
| Parti socialiste                           |       | PS    | 5    | Socialiste              |
| Droite (3 sièges)                          |       |       |      |                         |
| Union des démocrates pour la République    |       | UDR   | 3    | UDR                     |
| Président du Conseil Général               |       |       |      |                         |
| Max Lejeune (MDS)                          |       |       |      |                         |

## Liste des conseillers généraux de la Somme
| Canton                 | Conseillers          | Partis | Partis                   | Changements                             |
| ---------------------- | -------------------- | ------ | ------------------------ | --------------------------------------- |
| Abbeville-Nord         | André Leduc          |        | MDS (PS jusqu'en 1972)   |                                         |
| Abbeville-Sud          | Max Lejeune          |        | MDS (PS jusqu'en 1972)   | Exclu du PS le 16 décembre 1972         |
| Acheux-en-Amiénois     | Raymond de Wazières  |        | Rad.                     |                                         |
| Ailly-le-Haut-Clocher  | Alain Louis-Jacques  |        | MDS (Mod. jusqu'en 1972) |                                         |
| Ailly-sur-Noye         | William Classen      |        | Rad.                     |                                         |
| Albert                 | Albert Leclercq      |        | PCF                      |                                         |
| Amiens-Ouest           | Maxime Gremetz       |        | PCF                      | Nouveau canton issu d'Amiens Nord-ouest |
| Amiens-Nord-Ouest      | Augustin Dujardin    |        | PCF                      | Canton redécoupé. Démissionne en 1971   |
| Amiens-Nord-Est        | Léon Dupontreué      |        | PCF                      | Canton redécoupé                        |
| Amiens-Sud-Est         | Michel Couillet      |        | PCF                      |                                         |
| Amiens-Sud-Ouest       | Yves Mercher         |        | MDS (Mod. jusqu'en 1972) |                                         |
| Ault                   | Gilbert Defacques    |        | Rad.                     |                                         |
| Bernaville             | Maurice Crépin       |        | MDS (PS jusqu'en 1972)   |                                         |
| Boves                  | Pierre Desse         |        | CD                       |                                         |
| Bray-sur-Somme         | Fernand Adriaenssens |        | MDS (PS jusqu'en 1972)   |                                         |
| Chaulnes               | Pierre Maille        |        | CD                       |                                         |
| Comble                 | Robert Marlot        |        | Rad.                     |                                         |
| Conty                  | Claude Jeunemaître   |        | CD                       |                                         |
| Corbie                 | Paul Domisse         |        | DVG (PS jusqu'en 1971)   | Décédé le 28 mai 1972                   |
| Corbie                 | Claude Lemoine       |        | PCF                      | Election partielle de 1972              |
| Crécy-en-Ponthieu      | André Delannoy       |        | UDR                      |                                         |
| Domart-en-Ponthieu     | René Lamps           |        | PCF                      |                                         |
| Doullens               | Jacques Mossion      |        | Mod.                     |                                         |
| Gamaches               | Marcelle Delabie     |        | Rad.                     |                                         |
| Hallencourt            | André Deschamps      |        | Rad.                     |                                         |
| Ham                    | Jean Goubet          |        | PCF                      |                                         |
| Hornoy-le-Bourg        | Charles Dufour       |        | Mod. (PS jusqu'en 1972)  |                                         |
| Molliens-Vidame        | Gabrielle Scellier   |        | CD                       |                                         |
| Montdidier             | Jean-Louis Massoubre |        | UDR                      |                                         |
| Moreuil                | Marius Gardès        |        | PS                       |                                         |
| Moyenneville           | Roger Castel         |        | CD                       |                                         |
| Nesle                  | Jack Pinçonnet       |        | PS                       |                                         |
| Nouvion                | Ernest Lécuyer       |        | MDS (PS jusqu'en 1972)   |                                         |
| Oisemont               | Charles Bignon       |        | UDR                      |                                         |
| Péronne                | Jean Daudre          |        | Rad.                     |                                         |
| Picquigny              | René Régnier         |        | PCF                      |                                         |
| Poix-de-Picardie       | Pierre Daniel        |        | CD                       |                                         |
| Roisel                 | Paul Lejeune         |        | Rad.                     |                                         |
| Rosières-en-Santerre   | Jean Millet          |        | PS (CIR jusqu'en 1971)   |                                         |
| Roye                   | André Coël           |        | PS                       |                                         |
| Rue                    | Gabriel Deray        |        | MDS (PS jusqu'en 1972)   |                                         |
| Saint-Valery-sur-Somme | Gilbert Gauthé       |        | PS                       |                                         |
| Villers-Bocage         | Pierre Claisse       |        | CD                       |                                         |

Noms en gras : élus lors des élections cantonales de 1970